# Siliana (província)
A província de Siliana (em árabe: ولاية سليانة; em francês: gouvernorat de Siliana) é uma província do interior norte da Tunísia, criada em 5 de junho de 1974.
- capital: Siliana
- área: 4 642 km²
- população: 233 985 habitantes (2004);[2] 234 100 (estimativa de 2013)[3]
- densidade: 50,4 hab./km² (2004)

| Delegação     | População em 2004 |
| ------------- | ----------------- |
| El Aroussa    | 9 783             |
| Bargou        | 13 823            |
| Bou Arada     | 20 877            |
| Bourouis      | 15 712            |
| Gaâfour       | 17 963            |
| Kesra         | 17 763            |
| El Krib       | 21 546            |
| Maktar        | 31 139            |
| Rouhia        | 29 991            |
| Siliana Norte | 26 102            |
| Siliana Sul   | 29 286            |